# Blockade Billy
Blockade Billy es una novela corta de Stephen King, publicada en 2010. Narra la historia de William "Blockade Billy" Blakely, un receptor ficticio que jugó por un breve tiempo para los Titanes de Nueva Jersey durante la temporada de 1957. King tardó dos semanas en escribir la obra, sobre la cual dijo lo siguiente:

Me encanta el béisbol de la vieja escuela, y también me encanta la forma en que las personas que se han pasado una vida en el juego hablan del mismo. Intenté combinar esas cosas en una historia de suspenso. La gente me ha preguntado por años cuándo escribiría una historia sobre el béisbol. No pregunten más; aquí está.

## Argumento
El libro tiene una narración enmarcada, en la que George "Granny" Grantham, un hombre viejo en una residencia de ancianos, narra la historia a Stephen King. Granny cuenta sobre una temporada en la década de 1950 en la que era el tercer técnico asistente de los Titanes de Nueva Jersey, un equipo de las Grandes Ligas de Béisbol ahora inexistente. Cuando el equipo pierde a sus dos receptores días antes del inicio de la temporada, son forzados a solicitar a un jugador de las ligas menores como reemplazo de último momento. El reemplazo resulta ser un muchacho llamado William "Willy" Blakely. Aunque Billy parece ser corto de mentalidad y altamente susceptible a la sugestión, demuestra ser un jugador fenomenal. Se vuelve especialmente conocido por su increíble poder de detención en el home plate, obteniendo el apodo de "Blockade Billy" por parte de los aficionados. Rápidamente se gana el cariño del equipo, especialmente el del lanzador estrella Danny Dusen, un hombre usualmente arrogante y egocéntrico que adopta a Billy como su amuleto de buena suerte. Sin embargo, Granny comienza a sospechar de Billy cuando un jugador que resultó gravemente herido durante un tag out lo acusa de haber cortado intencionalmente el tobillo. A pesar de que Billy dice ser inocente, y de que no hay evidencia para respaldar la acusación, Granny está convencido de que Billy está mintiendo.
A medida que la temporada continúa, la popularidad de Billy sigue creciendo. Sin embargo, un día Granny llega más temprano a un juego y se encuentra con el entrenador del equipo en un estado de pánico. Negándose a explicar qué está mal, le pide a Granny que lo cubra como entrenador, diciendo solamente que el equipo se merece estar unido un último juego. Durante el juego siguiente, Hi Wenders, un árbitro con una relación antagónica con el equipo, toma una mala decisión, que tiene como resultado la expulsión de Granny del juego cuando éste protesta y gritos de "¡Maten al árbitro!" por parte del público. Granny regresa a los vestuarios para encontrar al entrenador del equipo con varios oficiales de policía. Ellos explican que Billy es un impostor; su verdadero nombre es Eugene Katsanis, un huérfano que trabajó en la granja de los Blakely. El verdadero William Blakely fue aparentemente asesinado junto con sus padres por Eugene, varios meses atrás. Granny reflexiona sobre sus propias especulaciones de la situación, suponiendo que Eugene fue abusado por los Blakelys, y que el abuso se intensificó cuando el William real, un infructuoso jugador de las ligas menores, se volvió celoso por la habilidad superior de Eugene. Finalmente el abuso se volvió demasiado, llevando a Eugene a asesinar a la familia. Cuando llegó la llamada solicitando a Billy como un reemplazo de emergencia para los Titanes, Eugene decidió tomar la identidad de Billy y reportarse ante el equipo en su lugar.
Se le solicita a Granny que envíe a Eugene sólo hacia la policía para ser arrestado. A pesar del intento de Granny de crear un pretexto convincente para enviarlo a los vestuarios, Eugene siente que algo está mal, y en lugar de ir directo hacia ahí, persigue a Wenders. Siguiendo las demandas del público de matar al árbitro, Eugene le corta la garganta con su arma personalizada, una hoja de afeitar con resorte que mantenía escondida bajo su vendaje, antes de rendirse ante la policía. Granny pasa a describir las desgracias que el equipo sufrió luego, y termina reflexionando que a pesar de su adopción de Billy como un amulento de buena suerte, en su lugar sirvió como un agujero negro de suerte, sacándosela al resto del equipo.

## Recepción
The Washington Post elogió la obra, llamándola "rápida" y "colorida", afirmando que funciona bien gracias a la voz que King da al narrador, Granny Grantham, y "la amorosamente detallada evocación del juego [béisbol] tal como era jugado en 1957".
Bookreporter.com dice que el tema no es "especialmente nuevo", pero que como es un producto de King es entonces merecedor de consideración.